# 艾爾利海灘

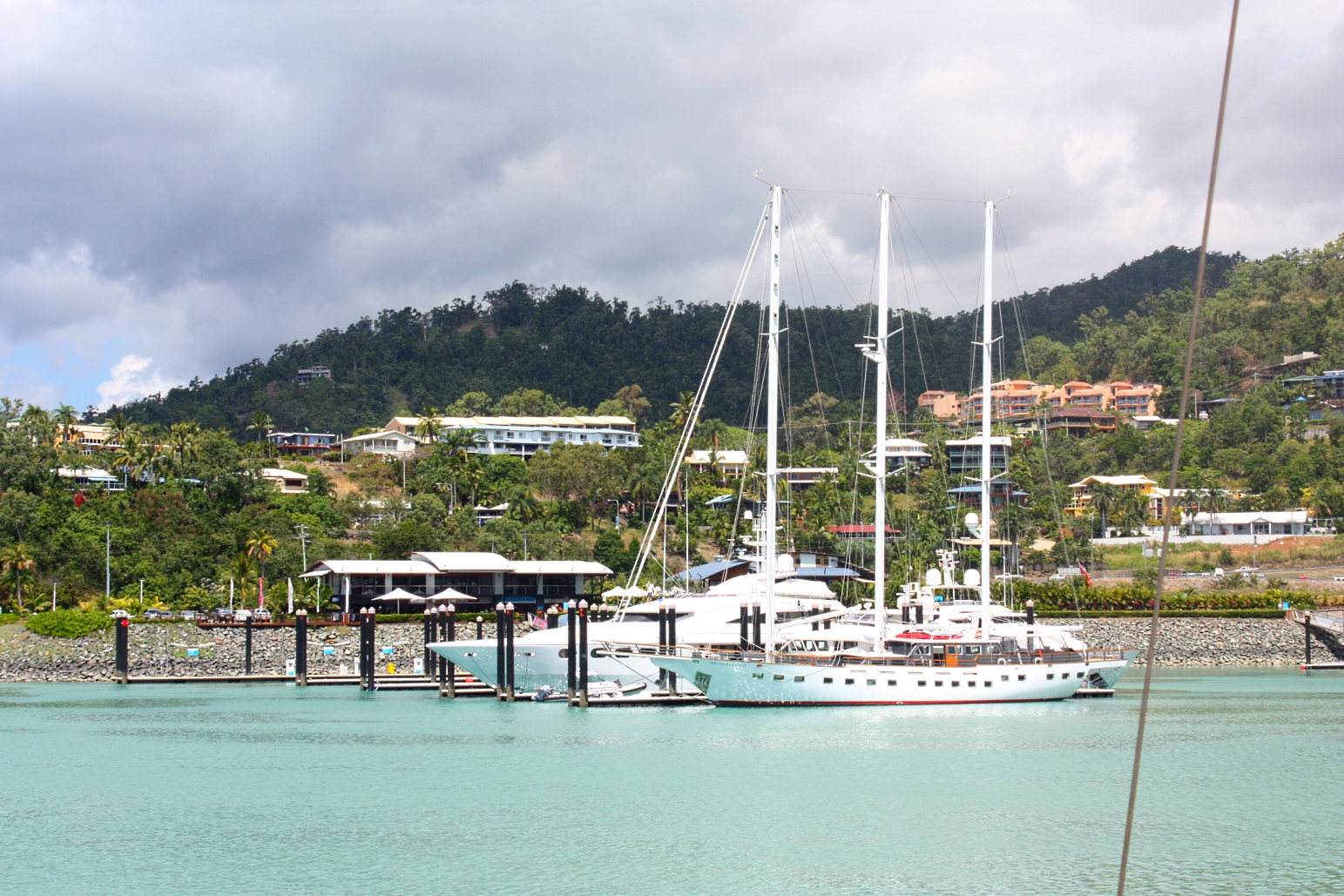

埃爾利海灘（Airlie Beach）是位於澳大利亞威桑迪區的一個地點，據2011年人口普查，埃爾利海灘有人口7,868人。埃爾利海灘是大堡礁觀光的門戶之一。

## 外部連結
- . Queensland Places. Centre for the Government of Queensland, University of Queensland.   [2015-12-24]. （原始内容存档于2021-01-01）.
- Whitsunday Shire Council （页面存档备份，存于）